# IC 4207
IC 4207 је елиптична галаксија у сазвјежђу Ловачки пси која се налази на листи објеката дубоког неба у Индекс каталогу.
Деклинација објекта је + 37° 49' 22" а ректасцензија 13h 9m 27,0s. Привидна величина (магнитуда) објекта IC 4207 износи 15,5 а фотографска магнитуда 16,5.